# Чернавин, Всеволод Владимирович
Всеволод Владимирович Чернавин (29 января 1859 — 23 июня 1938) — российский и советский военный деятель.

## Биография
Из дворян. Уроженец Тюмени. Образование получил в Сибирской военной гимназии. В службу вступил 11.08.1875. Окончил 1-е Павловское училище (1877). Выпущен прапорщиком (ст. 22.06.1877) в лейб-гвардии 4-й стрелковый батальон.
Участник русско-турецкой и Первой мировой войн. Генерал-лейтенант. После Октябрьской революции служил в Красной армии.
В период с 1932−1938 гг. очень тяжело болел: были парализованы ноги и правая рука, а в дальнейшем развился рак мочевого пузыря.
Умер у себя дома в ночь с 22 на 23 июня 1938 г. За несколько дней до смерти к нему приходили, чтобы арестовать, но, увидев, в каком тяжелом состоянии он находится, ушли. С почестями он был похоронен на Донском кладбище.

## Награды
Всеволод Владимирович Чернавин был удостоен следующих наград:
- Орден Святого Георгия 4-й степени (Высочайший приказ от 1 сентября 1915)
— «за то, что 27-го и 28-го мая 1915 года овладел с боя частями вверенной ему дивизии селениями Голешов и Лапшин и вышел на р. Днестр к переправе у с. Журавно. Отлично руководя войсками и находясь все время в боевой линии, Генерал-Лейтенант Чернавин, в связи с переходом в наступление 2-й и 3-й Финляндских стрелковых дивизий, завершил бой полным поражением противника, принудив австро-германцев к беспорядочному отступлению на правый берег р. Днестра и взяв орудия и массу пленных»;
- Орден Святого Владимира 2-й степени с мечами (Высочайший приказ от 29 ноября 1915)
- Орден Святого Владимира 3-й степени (1905);
- Орден Белого орла (Высочайший приказ от 7 января 1916);
- Орден Святой Анны 1-й степени (1913); мечи к ордену (Высочайший приказ от 15 января 1915);
- Орден Святой Анны 3-й степени с мечами и бантом (1879)
— «за сражение под Филиппополем 03.01.1878»;
- Орден Святой Анны 4-й степени (1878)
— «за бой у д. Правцы в 11.1877»;
- Орден Святого Станислава 1-й степени (1909); мечи к ордену (Высочайший приказ от 4 июня 1915);
- Орден Святого Станислава 3-й степени с мечами и бантом (1879)
— «за переход через Балканы в составе отряда ген. Гурко в 12.1877».